# Erythroxylum parvistipulatum
Erythroxylum parvistipulatum là một loài thực vật có hoa trong họ Erythroxylaceae. Loài này được Peyr. mô tả khoa học đầu tiên năm 1878.